# Jan Diederik Pruissen
Jan Diederik Pruissen (Zuidlaren, 9 april 1833 – ‘s-Gravenhage, 2 februari 1908) was een Nederlands bestuurder en landbouwer. Hij was van 1866 tot 1891 burgemeester van Eenrum.
Pruissen kwam uit een welgestelde familie: zijn vader Petrus Everhardus was arts en zijn grootmoeder, Bartha Johanna, kwam uit het adellijke geslacht Sickinghe. Zij woonden op de Almaborg bij Bedum. Bartha Johanna was een dochter van Feijo Sickinghe, majoor der cavalerie en commandeur van de Langakkerschans. Via deze lijn was Pruissen een directe afstammeling van Onno Sickinghe, burgemeester van Groningen. Pruissen’s grootvader aan moederskant was G.H.G. Brockes, doctor in beide rechten en eigenaar van de borg Rozenburg in Scharmer.  
Alvorens hij burgemeester werd was Pruissen werkzaam als landbouwer. In 1867 trouwde hij met Grietje Wierda, een dochter van fabrikant Hendrik Willem Wierda en de zus van Enno Wierda, later beiden burgemeester van Winsum.
Na zijn burgemeesterschap vertrok Pruissen via Rotterdam naar Den Haag, waar hij op 74-jarige leeftijd overleed.